# Jet Airways

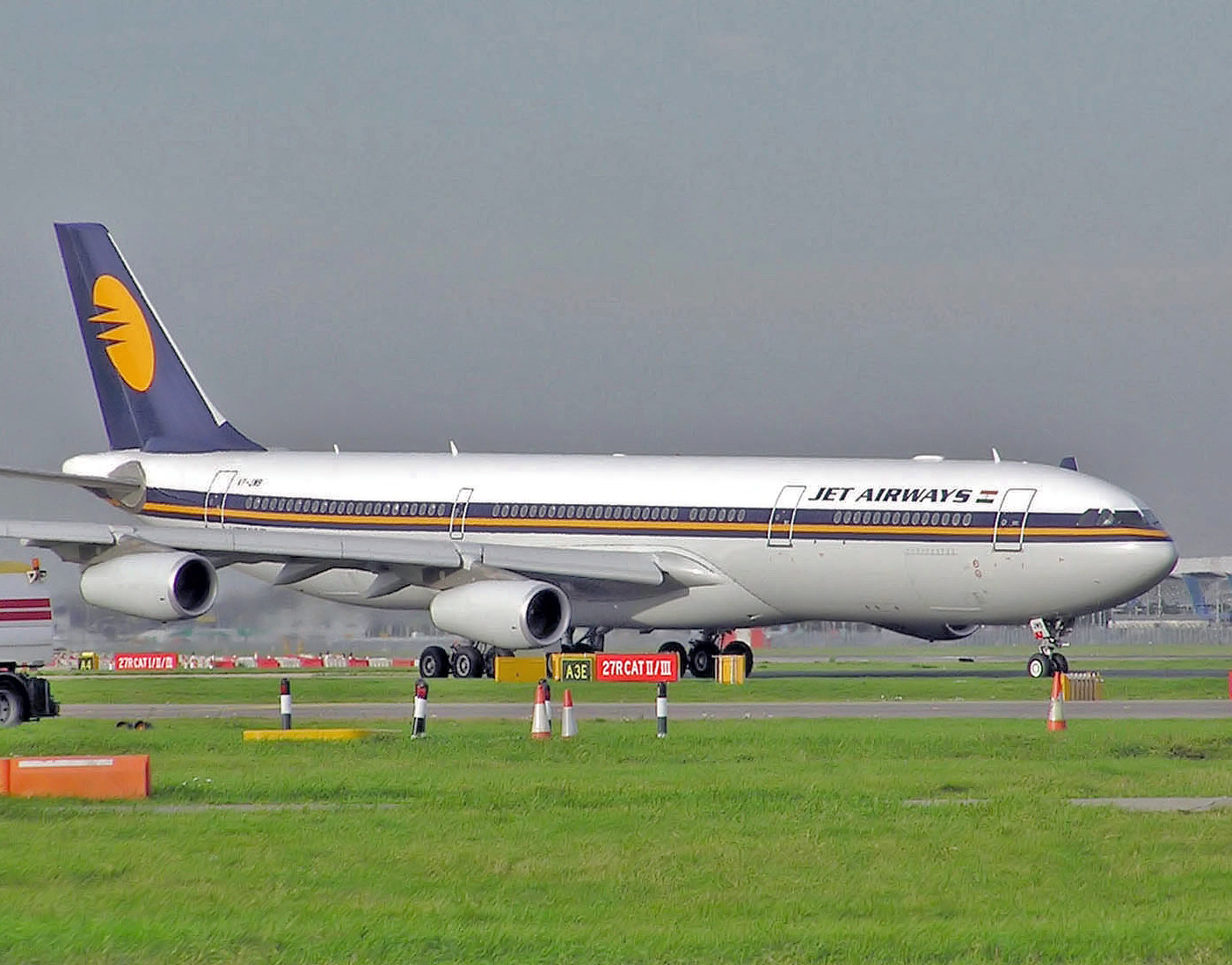
Airbus A340 w barwach Jet Airways

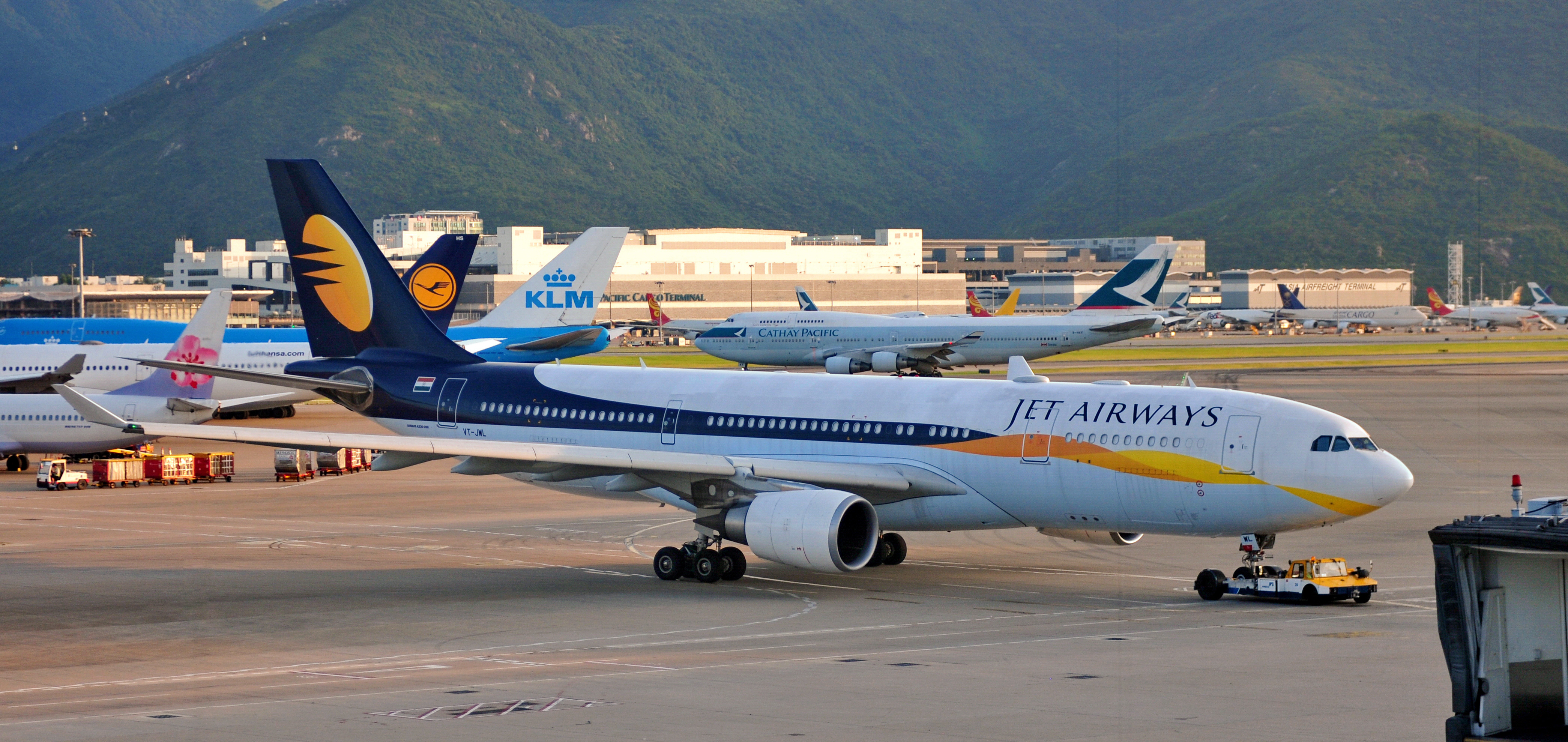
Airbus A330-202 VT-JWL

Jet Airways – nieistniejąca indyjska linia lotnicza z siedzibą w Mumbaju. Obsługiwała połączenia z Azją, Europą i Ameryką Północną. Głównym hubem był port lotniczy Chhatrapati Shivaji. 
12 kwietnia 2019 linie poinformowały o zaprzestaniu wykonywania połączeń lotniczych. W tym dniu ich flota liczyła 17 samolotów. 